# Moho bishopi
El ‘ō‘ō de Molokai u ‘ō‘ō obispo es una especie de ave extinta del género Moho, que sólo habitaba la isla de Molokai, en Hawái.
El segundo barón de Rothschild, Lionel Walter Rothschild, le dio su nombre en honor a Charles Bishop, el fundador del Bishop Museum de Hawái.

## Descripción
El ‘ō‘ō obispo alcanzaba una longitud de 29 centímetros, y su cola alcanzaba los 10 centímetros de largo. El plumaje era de color negro con penachos amarillos en la barbilla, debajo de las alas y de las cobertoras menores.

## Expansión
Esta especie era endémica de los bosques montañosos del Este de la isla Molokai. 

## Comportamiento
Poco se conoce de su comportamiento, pero se sabe que se alimentaba preferentamente del néctar de las flores del género de las lobelias hawaianas.

## Extinción
Las razones de su extinción fueron probablemente la destrucción de su hábitat natural por la deforestación, la caza por mamíferos introducidos por el hombre y las enfermedades de aves. También se les cazó por su plumaje, con el que se producían capas para la nobleza hawaiana, y, en dimensiones menores, por su carne.
El último ejemplar fue avistado en 1904 por el ornitólogo George Campbell Munro. En 1915, Munro trató de confirmar rumores de un avistamiento en la zona de Wailau Trails, pero sin éxito.
En 1981 se declaró un redescubrimieto en Maui, pero no ha podido ser confirmado hasta hoy.